# Таловка (Тисульский район)
Таловка — упразднённый посёлок в Тисульском районе Кемеровской области. На момент упразднения входил в состав Центральского поселкового совета. Исключен из учётных данных в 1997 году.

## География
Располагался на правом берегу реки Таловка (приток реки Малый Кундат) в месте впадения в неё реки Николка, на расстоянии примерно 16 км по прямой к северо-востоку от поселка Центральный.

## История
Основана в 1914 году. По данным на 1926 году зимовье Таловка состояло из 3 хозяйств. В административном отношении входило в состав Воскресенского сельсовета Тисульского района Ачинского округа Сибирского края.

## Население
| 1970 | 1979 | 1989 |
| ---- | ---- | ---- |
| 104  | ↘18  | ↘4   |

По переписи 1926 г. в деревне проживало 13 человек (7 мужчин и 6 женщин), основное население — русские.